# 콩피에뉴 휴전 협정 (1940년)

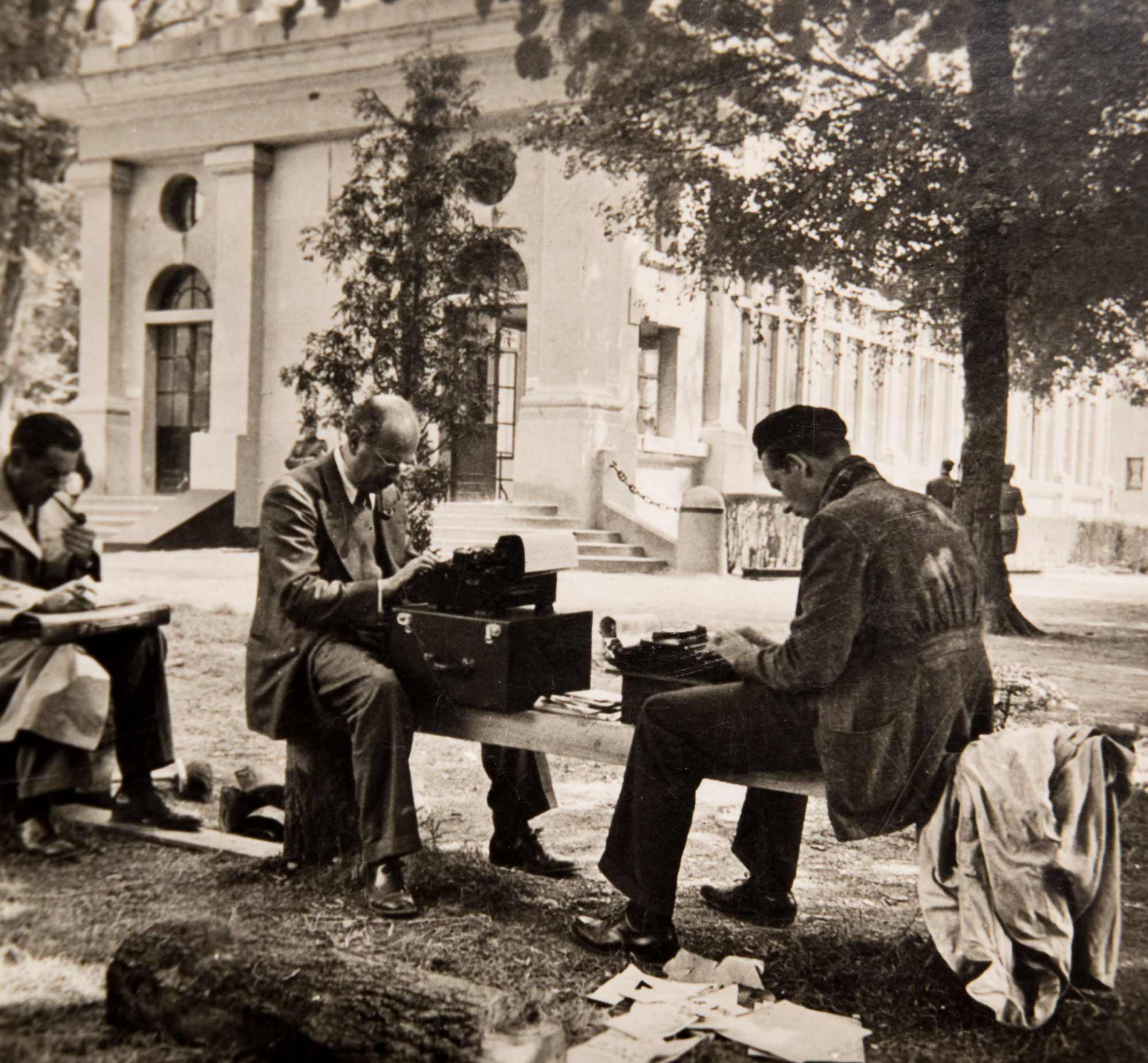
1940년 6월 22일 독일과 프랑스 사이의 휴전 협정 서명식. 뒤에 있는 건물은 1918년 11월 11일 포치 대령이 제1차 세계대전의 끝을 알리는 독일의 정전 요청을 받아들인 철도 차량이 안치되어 있다.

콩피에뉴 휴전 협정 또는 1940년 6월 22일의 휴전 협정은 나치 독일과 프랑스 제3공화국 관계자들에 의해 프랑스의 콩피에뉴 근처 18시 36분에 서명된 조약으로 같은 해 6월 25일 자정 이후부터 효력이 발생했다. 독일 측의 대표단은 독일 국방군(Wehrmacht)의 최고 사령관인 빌헬름 카이텔과 같은 고위 군 장교를 포함하는 데 비해 프랑스 측의 대표들은 찰스 헌티거 장군과 같은 비교적 하급 장교들이었다.
1940년 5월 10일부터 21일까지 프랑스 전투에서 결정적인 승리를 거둔 뒤 체결된 이 정전 협정은 전 영국 해협과 대서양을 접하는 항만을 포함하는 북부와 서부 프랑스에 독일 점령 지역을 설립하고 나머지를 프랑스인들에 의해 자유로이 통치되기로 규정했다.
아돌프 히틀러는 독일의 항복으로 1차 세계대전이 종식되었음을 알리는 독일과의 1918년 휴전협정 장소로서의 상징적인 역할 때문에 의도적으로 콩피에뉴 숲을 정전협정 장소로 선택했다.